# Btw-gebied van de Europese Unie
Het btw-gebied van de (Europese) Unie is het gebied dat deel uitmaakt van het grondgebied van de Europese Unie en dezelfde gestandaardiseerde btw-regels volgens Europese richtlijn 2006/112/EG toepast.
De toepassing van de Europese richtlijn verschilt onder andere van land tot land inzake btw-tarieven. Daarnaast zijn er nog gebieden die niet tot de Europese Unie behoren maar wel deel uitmaken van het btw-gebied.
Het btw-gebied van de Europese Unie is opgenomen in artikel 1 van het BTW-wetboek en is een implementatie van de BTW-richtlijn. In dit artikel zijn ook de gebieden met een  uitzonderingsstatuut aangehaald.
Het btw-gebied bestaat uit:
- De lidstaten van de Europese Unie: België, Hongarije, Oostenrijk, Bulgarije, Ierland, Polen, Cyprus, Italië, Portugal, Denemarken, Kroatië, Roemenië, Duitsland, Letland, Slovenië, Estland, Litouwen, Slowakije, Finland, Luxemburg, Spanje, Frankrijk, Malta, Tsjechië, Griekenland, Nederland en Zweden, met uitzondering van het eiland Helgoland en het grondgebied van Büsingen (Duitsland), de Canarische Eilanden, Ceuta en Melilla (Spanje), Livigno, Campione d'Italia en de nationale wateren van het Meer van Lugano (Italië), de Franse overzeese departementen (Frankrijk), de Berg Athos (Griekenland), en de Aland-eilanden (Finland).
- Gebieden die géén deel uitmaken van de Europese Unie, maar wel van het btw-gebied. Door onderlinge akkoorden wordt Monaco in de Europese richtlijn beschouwd als onderdeel van Frankrijk. Akrotiri en Dhekelia, die een overzees gebied van het Verenigd Koninkrijk vormen worden hierin beschouwd als onderdeel van Cyprus.[2]

In het kader van de Brexit werd een akkoord gesloten tussen het Verenigd Koninkrijk en de EU. Dat akkoord voorziet een overgangsmaatregel die stelt dat regels voor het verkeer van goederen met het Verenigd Koninkrijk tot en met 31 december 2020 dezelfde zijn als tussen de Europese lidstaten. In deze periode zal het EU het VK behandelen alsof het een lidstaat is.
Het Eiland Man dat géén deel uitmaakt van de Europese Unie wordt eveneens tot en met 31 december 2020 beschouwd als deel van het Verenigd Koninkrijk in die zin van de overgangsmaatregelen.
De Kanaaleilanden behoren volgens de overgangsmaatregelen wel tot het douanegebied van de Unie maar niet tot het btw-gebied.
Bij goederenverkeer tussen een professionele verkoper en een professionele afnemer in verschillende landen van het btw-gebied spreekt men van intracommunautair goederenverkeer. De verkoper doet een intracommunautaire levering aan een afnemer die een intracommunautaire verwerving doet. Deze handelingen worden apart opgenomen in hun btw-aangifte. Zodra een van de twee partijen buiten het btw-gebied is gevestigd spreekt men van in- en uitvoer.
Het bekendste voorbeeld van dergelijke gebieden die tot het douanegebied van de Unie behoren maar niet tot het btw-gebied zijn de Canarische eilanden die staatkundig bij Spanje behoren. Door het speciale statuut van de eilanden zijn de goederen die men van daar meeneemt naar de andere lidstaten van de Europese Unie nog niet vrijgemaakt inzake btw en indien van toepassing accijnzen. Concreet komt het er op neer dat men als reiziger deze goederen dient aan te geven aan de douane wanneer goederen worden meegebracht boven de toegelaten vrijstellingen.